# FA Charity Shield 1937
Lo FA Charity Shield 1937, noto in italiano anche come Supercoppa d'Inghilterra 1937, è stata la 24ª edizione della Supercoppa d'Inghilterra.
Si è svolto il 3 novembre 1937 al Maine Road di Manchester tra il Manchester City, vincitore della First Division 1936-1937, e il Sunderland, vincitore della FA Cup 1936-1937.
A conquistare il titolo è stato il Manchester City che ha vinto per 2-0 con reti di Alec Herd e Peter Doherty nel corso del secondo tempo.

## Partecipanti
| Squadre         | Qualificazione                           | Partecipazioni precedenti (il grassetto indica la vittoria) |
| --------------- | ---------------------------------------- | ----------------------------------------------------------- |
| Manchester City | Vincitore della First Division 1936-1937 | 1 (1934)                                                    |
| Sunderland      | Vincitore della FA Cup 1936-1937         | 1 (1936)                                                    |

## Tabellino
| Manchester 3 novembre 1937                     | Manchester City | 2 – 0 referto | Sunderland | Maine Road (14.000 spett.) |
| \| \| \| \| \| Herd Doherty \| Marcatori \| \| |                 |               |            |                            |
|                                                |                 |               |            |                            |
| Herd Doherty                                   | Marcatori       |               |            |                            |

### Formazioni
| Manchester City: |    |                |
|                  |    |                |
| P                | 1  | Frank Swift    |
| D                | 2  | Bill Dale      |
| D                | 3  | Sam Barkas     |
| C                | 4  | Jack Percival  |
| C                | 5  | Bobby Marshall |
| C                | 6  | Jackie Bray    |
| A                | 7  | Ernie Toseland |
| A                | 8  | Alec Herd      |
| A                | 9  | Fred Tilson    |
| A                | 10 | Peter Doherty  |
| A                | 11 | Eric Brook     |
| Allenatore:      |    |                |
| Wilf Wild        |    |                |

| Sunderland:     |    |                    |
|                 |    |                    |
| P               | 1  | Johnny Mapson      |
| D               | 2  | Jimmy Gorman       |
| D               | 3  | Alex Hall          |
| C               | 4  | Charlie Thomson    |
| C               | 5  | Bert Johnston      |
| C               | 6  | Alexander Hastings |
| A               | 7  | Johnny Spuhler     |
| A               | 8  | Raich Carter       |
| A               | 9  | Bobby Gurney       |
| A               | 10 | Patrick Gallacher  |
| A               | 11 | J. Rowell          |
| Allenatore:     |    |                    |
| Johnny Cochrane |    |                    |